# NGC 2244
NGC 2244 (noto anche come C 50) è un ammasso aperto situato nel cuore della Nebulosa Rosetta, nella costellazione dell'Unicorno.
È composto da una quarantina di stelle di magnitudine compresa fra la quinta e la dodicesima, ben visibili con piccoli strumenti amatoriali; l'ammasso è formato da stelle blu, calde, ciò denota una giovane età dell'oggetto, che si sarebbe formato all'interno della nebulosa Rosetta, nel quale per altro, come testimonia la presenza di globuli di Bok, ancora è vigorosa la formazione stellare. La stella principale è 12 Mon, di magnitudine 5,9, al limite della visibilità ad occhio nudo.